# Omegna Sportiva 1949-1950
Questa voce raccoglie le informazioni riguardanti l'Omegna Sportiva nelle competizioni ufficiali della stagione 1949-1950.

## Rosa
| N. |                   | Ruolo | Calciatore    |
| -- | ----------------- | ----- | ------------- |
|    | Italia (bandiera) | C     | F. Barberis   |
|    | Italia (bandiera) | P     | R. Bertinetti |
|    | Italia (bandiera) | D     | P. Bianco     |
|    | Italia (bandiera) | A     | A. Brustia    |
|    | Italia (bandiera) | A     | Mario Caccia  |
|    | Italia (bandiera) | C     | E. Crosta     |
|    | Italia (bandiera) | A     | P. Dalio      |
|    | Italia (bandiera) | C     | Enzo Ferrario |

| N. |                   | Ruolo | Calciatore     |
| -- | ----------------- | ----- | -------------- |
|    | Italia (bandiera) | A     | Roberto Fiorio |
|    | Italia (bandiera) | A     | G. Fovana      |
|    | Italia (bandiera) | D     | R. Gemelli     |
|    | Italia (bandiera) | A     | A. Iraghi      |
|    | Italia (bandiera) | P     | M. Limongelli  |
|    | Italia (bandiera) | D     | E. Paltano     |
|    | Italia (bandiera) | C     | A. Zamapieri   |
|    | Italia (bandiera) | A     | S. Zanoia      |